# Johann Gottfried Bremser

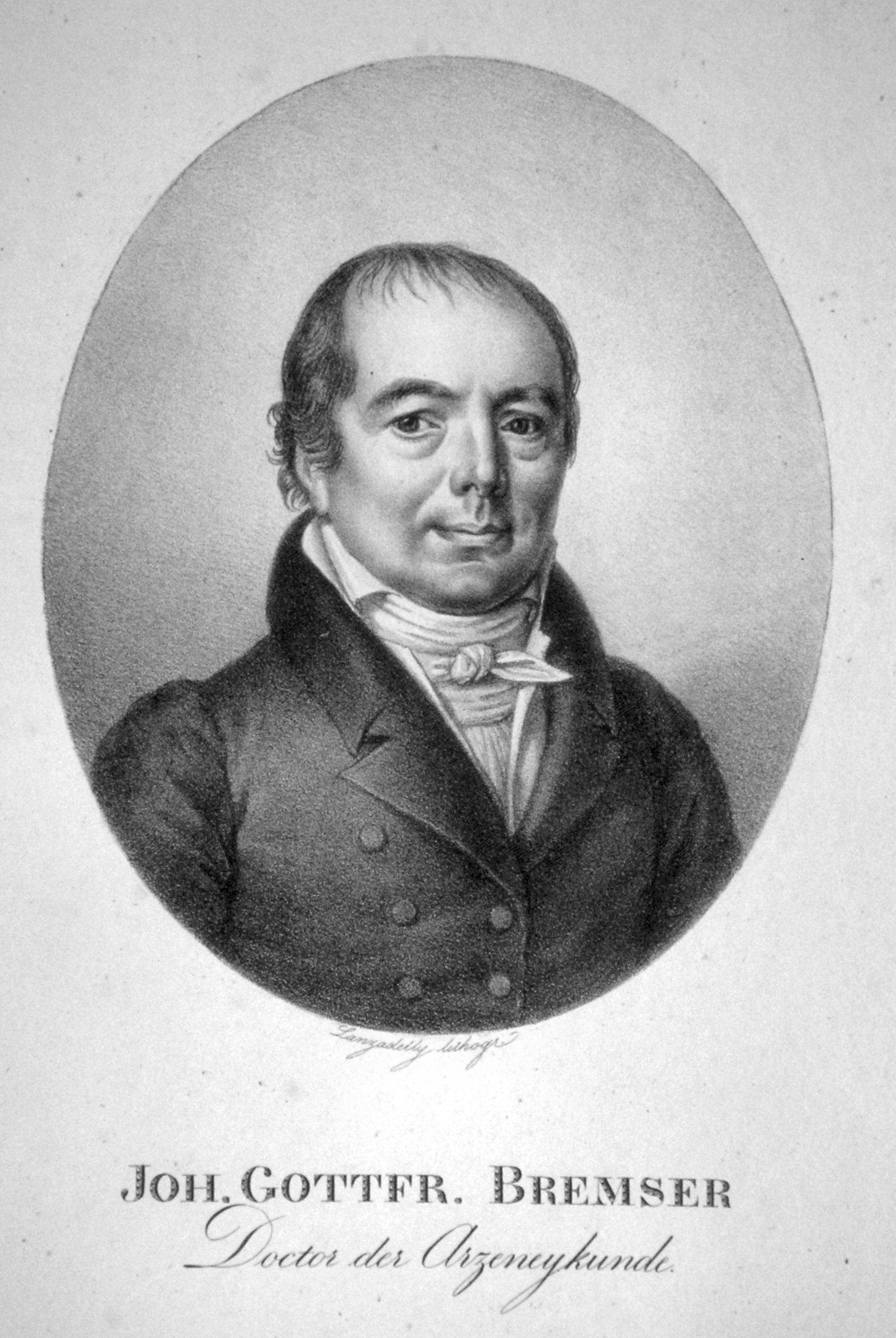
Johann Gottfried Bremser, Lithographie von Josef Lanzedelli d. Ä., ca. 1820

Johann Gottfried Bremser (* 19. August 1767 in Wertheim; † 21. August 1827 in Wien) war ein Mediziner und Parasitologe.

## Leben und Wirken
Bremser wurde in der Schweiz und in Deutschland zum Pharmazeuten ausgebildet. Anschließend studierte in Jena Medizin und promovierte dort 1796. Nach Reisen durch Deutschland, die Schweiz und Italien zog er 1797 nach Wien und studierte dort Medizin. In Wien schloss er sich dem Doktorenkollegium bei und arbeitete fortan als praktizierender Arzt in Wien. Er meldete sich freiwillig als Brigadearzt zum Freikorps der Wiener Bürgerschaft („Wiener Aufgebot“), welches allerdings bis zu dem am 7. April 1797 mit den napoleonischen Truppen geschlossenen Waffenstillstand nicht mehr zum Einsatz kam.
1806 begann er im Hof-Naturalien-Cabinet (dem Vorläufer des heutigen Naturhistorischen Museums Wien) zu arbeiten, wo er 1811 Kurator wurde. 1815 reiste er zur Fortführung seiner Recherchen nach Paris. Im Jahr 1820 wurde er zum Mitglied der Leopoldina gewählt. 1821 wurde er zum korrespondierenden Mitglied der Bayerischen Akademie der Wissenschaften gewählt.
Auf Veranlassung von Karl Franz Anton von Schreibers begann er im Wiener Naturalienkabinett mit dem Aufbau einer Helminthen-Sammlung.
Außer seinen Arbeiten über Parasiten, darunter eine der ersten Abhandlungen über Helminthologie, publizierte Bremser über Scharlach, Kuhpocken und Masern. Er setzte sich vehement für die gesetzliche Einführung der Kuhpockenimpfung ein.